# Спор за залив Нутка
Спор за залив Нутка — территориальный спор между Великобританией и Испанией, имевший место в конце XVIII века в районе залива Нутка (где проживал одноименный народ) на острове Ванкувер — единственной удобной якорной стоянки у западного побережья современной Канады.

## Предыстория
До середины XVIII века северо-западное побережье Северной Америки практически не посещалось европейскими судами, однако затем за этот регион началась борьба между Великобританией, Испанией, Российской империей и Соединёнными Штатами Америки.
Веками Испания претендовала на всё тихоокеанское побережье обеих Америк. Основаниями для этих притязаний служили булла Inter caetera, выпущенная папой Александром VI в 1493 году, и Тордесильясский договор 1494 года. В 1513 году Васко Нуньес де Бальбоа пересёк Панамский перешеек и объявил берег Тихого океана владением испанской короны.
Со временем в публичном международном праве развились новые концепции прав на территории: «доктрина открытия» и «эффективное владение». Испания заявила приоритет в открытии северо-западного побережья Америки, ссылаясь на путешествия Хуана Родригеса Кабрильо 1542 года, Бартоломе Феррера 1543 года и Себастьяна Вискаино 1602—1603 годов. Однако ни одно из этих путешествий не пересекало 44-й параллели, и у испанцев не было постоянных поселений севернее Мексики.
Когда в середине XVIII века русские первопроходцы начали осваивать Аляску и установили там торговые посты, Испания основала военно-морскую базу в Сан-Бласе, откуда стала посылать исследовательские экспедиции на северо-запад. Эти путешествия, долженствующие подкрепить испанские притязания на основе «доктрины открытия», были подкреплены основанием поселений в Верхней Калифорнии. Начиная с 1774 года Испания отправляла экспедиции в районы Канады и Аляски, и в 1775 году испанские первопроходцы достигли залива Букарели-Бэй.
Британец Джеймс Кук исследовал северо-западное побережье Америки в 1778 году. Его журналы, опубликованные в 1784 году, вызвали интерес к перспективам торговли пушниной в этом регионе. В 1785 году там побывал британский торговец Джеймс Ханна, и новости о том, какую прибыль он получил, продав купленную там пушнину в Китае, разожгла аппетит у многих британских искателей наживы. Впоследствии факт посещения Куком залива Нутка был использован Великобританией для подкрепления своих притязаний на регион, несмотря на то, что тот не выдвигал на него формальных претензий. Испания ответила на это цитированием судового журнала Хуана Хосе Переса Эрнандеса, который бросил якорь в заливе Нутка в 1774 году.
Одним из первых британских торговцев пушниной в том регионе был Джон Миэс. После неудачного путешествия на Аляску в 1786—1787 годах, Миэс вернулся на американский Северо-Запад в 1788 на судне «Felice Adventurero», сопровождаемый «Iphigenia Nubiana» под командованием Уильяма Дугласа. Суда были зарегистрированы в Макао и несли португальский флаг, так как британская торговля на Дальнем Востоке могла осуществляться только через Ост-Индскую компанию.
Миэс впоследствии заявил, что Маквинна — вождь народа нутка — продал ему за несколько пистолей и некоторые товары участок земли на побережье залива Нутка, и что на этой земле было возведено несколько построек. Эти заявления стали краеугольным камнем британской позиции во время Нуткинского кризиса. Испания резко отвергла все эти заявления, и истинное положение вещей никогда не было выяснено. Однако если с землёй и строениями вопрос является спорным, то нет никакого сомнения, что люди Миэса и бывшие с ними китайские работники построили шлюп «North West America». Он был спущен на воду в сентябре 1788 года, это был первое неиндейское судно, построенное на американском Северо-Западе. В конце лета — начале осени 1788 года Миэс и три корабля отплыли из Америки обратно.
Зиму 1788—1789 Миэс провёл в Гуанчжоу, где вместе с рядом других людей, среди которых были Джон Генри Кокс и Дэниэл Бил, создал партнёрство под названием «Associated Merchants Trading to the Northwest Coast of America» и запланировали отправить в 1789 году на северо-западное побережье Америки больше кораблей. Объединение компаний по торговле пушниной Миэса и Этчеса (Компания пролива Короля Георга) привело к тому, что общее командование экспедицией взял на себя Джеймс Колнетт. Колнетту было поручено в 1789 году основать постоянный торговый пост на побережье залива Нутка на земле, полученной Миэсом.
В то время, когда британские торговцы пушниной организовывались, испанцы продолжали прилагать усилия по закреплению за собой северо-западного побережья Америки. Поначалу это было связано в основном с русской активностью на Аляске: во время путешествия на Аляску в 1788 году Эстебан Хосе Мартинес Фернандес узнал, что русские намерены создать торговый пост в заливе Нутка. Это, а также возросшая активность британских торговцев в этих местах, привело к решению испанцев закрепить их за собой раз и навсегда. Было решено колонизировать земли по берегам залива Нутка, а в перспективе испанцы планировали установить и поддерживать свой контроль над землями вплоть до русских постов в проливе Принца Вильгельма.
Вице-король Новой Испании Мануэль Антонио Флорес приказал Мартинесу Фернандесу прибыть в залив Нутка, основать там поселение, построить форт, и сделать очевидным, что Испания формально закрепила эти земли за собой. В 1789 году испанская экспедиция под командой Мартинеса Фернандеса прибыла в залив Нутка, она состояла из военного корабля «La Princesa» (под командованием самого Мартинеса Фернандеса), и транспорта с припасами «San Carlos», которым командовал Гонсало Лопес де Аро. Экспедиция построила поселение, состоявшее из домов, госпиталя и Форта Сан-Мигель.

## Нуткинский инцидент
Мартинес Фернандес прибыл в залив Нутка 5 мая 1789 года, где обнаружил три судна: два американских и одно британское, американскими судами были «Columbia Rediviva» и «Lady Washington» (они зимовали в заливе Нутка), британским — «Iphigenia». Британское судно было конфисковано, а его капитан Уильям Дуглас арестован. Несколько дней спустя Мартинес Фернандес отпустил Дугласа и его судно, и велел им убираться и не возвращаться. Дуглас предпочёл последовать совету.
8 июня в залив Нутка прибыло судно «North West America» под командованием Роберта Фантера, и было конфисковано Мартинесом Фернандесом, после чего оно было переименовано в «Santa Gertrudis la Magna» и под командованием Хосе Мария Нарваэса занялось исследованием региона вплоть до залива Хуан-де-Фука (впоследствии Мартинес Фернандес заявлял, что Фантер бросил судно). Мартинес Фернандес снабдил «Iphigenia» припасами и заявил, что «North West America» конфискована в качестве залога, пока компания Миэса не заплатит за припасы.
24 июня перед лицом присутствовавших в заливе британцев и американцев Мартинес Фернандес выполнил формальную процедуру провозглашения суверенитета Испании над северо-западным побережьем Америки.
2 июля прибыли ещё два британских судна — «Princess Royal» и «Argonaut». Первым пришло «Princess Royal», и Мартинес Фернандес велел его капитану Томасу Хадсону возвращаться в Китай. Позднее в тот же день подошёл «Argonaut». Помимо китайских рабочих, «Argonaut» перевозил большое количество различных материалов. Капитан Колнетт заявил, что намеревался построить поселение в заливе Нутка, что Мартинес Фернандес посчитал нарушением испанского суверенитета. После разговора на повышенных тонах Мартинес Фернандес конфисковал судно, арестовав капитана Колнетта, его команду и находившихся на судне рабочих-китайцев.
Мартинес Фернандес использовал китайскую рабочую силу для строительства форта Сан-Мигель и улучшения испанского поселения. «Argonaut» также перевозил материалы для строительства нового корабля, они были использованы испанцами для улучшения «Santa Gertrudis la Magna» после возвращения судна. В конце 1789 года «Santa Gertrudis la Magna» пришло в Сан-Блас, где было демонтировано, его части Франсиско де Элиса в 1790 году доставил назад в залив Нутка, и из них построили судно «Santa Saturnina», на котором Нарваэс в 1791 году исследовал пролив Джорджии.
12 июля Хадсон вернулся к заливу Нутка на судне «Princess Royal». Испанцы расценили это как провокацию и арестовали его.
Обитавшие в тех местах народы Нутка получали выгоду от продажи пушнины британским торговцам, и им не понравилась конфискация британских судов испанцами. 13 июля один из вождей народа нутка — Калликум (сын Маквинны) — пришёл к Мартинесу Фернандесу, находившемуся на борту конфискованного судна «Princess Royal», и в ходе случившегося конфликта Калликум был застрелен испанцами. Опасаясь за свою жизнь, Маквинна бежал подальше от испанцев, уведя с собой своих людей.
14 июля «Argonaut» отплыл в Сан-Блас с испанской командой, Колнетт и британская команда стали пленниками. Две недели спустя за ними последовало судно «Princess Royal», которое эскортировал «San Carlos».
Также занимавшиеся скупкой пушнины американские суда «Columbia Rediviva» и «Lady Washington» пробыли в регионе всё лето, но Мартинес Фернандес их не тронул, несмотря на инструкции не давать судам любых стран действовать в заливе Нутка. Перед тем, как «Columbia Rediviva» отправилась в Китай, на неё посадили команду конфискованного британского судна «North West America».
Позднее в регион прибыли ещё два американских судна. «Fair American» капитана Томаса Хампфри Меткалфе было конфисковано Мартинесом Фернандесом сразу по прибытии, а «Eleanora», которым командовал его отец Саймон Меткалфе, сумело в последний момент сбежать.
29 июля 1789 года из Сан-Бласа прибыл испанский транспорт «Aranzazu», который привёз приказ вице-короля Флореса об эвакуации залива Нутка к концу года. К концу октября в заливе Нутка не осталось ни одного испанца.
В конце 1789 года Флореса на посту вице-короля Новой Испании заменил Хуан Висенте де Гуэмес, который решил, что нужно продолжить испанскую оккупацию залива Нутка и вообще северо-западного побережья Америки. Мартинес Фернандес, бывший фаворитом Флореса, теперь стал козлом отпущения, и новым испанским главнокомандующим в том районе стал командующий военно-морской базой в Сан-Бласе Хуан Франсиско де ла Бодега-и-Куадра. Была организована новая экспедиция, и в начале 1790 года залив Нутка вновь заняли испанские силы, которыми командовал Франсиско де Элиса.

## Нуткинский кризис
Вести о событиях в заливе Нутка достигли Лондона в январе 1790 года. Британский премьер-министр Уильям Питт-младший заявил, что подданные Британской короны имеют право торговать на любой испанской территории. Так как испанские законы говорили другое, то это лишь обострило ситуацию.
В апреле 1790 года в Англию прибыл Джон Миэс, и подтвердил различные слухи — в частности, заявив, что он купил землю у народа Нутка ещё до прибытия Фернандеса. В мае вопрос обсуждался в Палате общин, и Королевский флот начал готовиться к войне. Испании был предъявлен ультиматум.
Ключевой в этом конфликте оказалась роль Франции. Так как и Испанией, и Францией правили короли из семейства Бурбонов, то они были союзниками, и объединённый франко-испанский флот представлял бы серьёзную угрозу британскому флоту. Хотя в июле 1789 года во Франции и случилась революция, но Людовик XVI всё ещё оставался главой государства, которому подчинялись французские вооружённые силы, поэтому в ответ на Нуткинский кризис Франция также мобилизовала свой флот.
Однако в конце августа 1790 года ситуация изменилась: приобретавшее всё большую силу Национальное собрание Франции объявило, что Франция не будет воевать. Испании пришлось начать переговоры с целью избежания перерастания конфликта в военные действия. 28 октября 1790 года была подписана первая из Нуткинских конвенций.

## Нуткинские конвенции
«Конвенция о заливе Нутка», подписанная в 1790 году, определила общее разрешение кризиса. Конвенция утверждала, что северо-западное побережье Америки является открытым для торговли как для испанцев, так и для британцев, что конфискованные британские суда должны быть возвращены владельцам с выплатой компенсации, а также что британским подданным должна быть возвращена их земля в районе залива Нутка. Последнее требование оказалось трудновыполнимым: испанцы утверждали, что таковой землёй является лишь небольшой клочок, на котором Миэс построил «North West America», а британцы полагали, что Миэс получил от Маквинны весь залив Нутка и земли к югу от него.
Ситуацию осложнила смена настроений у народов Нутка: если поначалу они после убийства Калликума были настроены враждебно к испанцам, то постепенно испанским офицерам, размещённым в тех местах, удалось наладить более дружественные отношения.
Переговоры между Великобританией и Испанией относительно деталей «Конвенции о заливе Нутка» прошли в заливе Нутка летом 1792 года. Испанскую сторону на переговорах представлял Хуан Франсиско де ла Бодега-и-Куадра, британскую — Джордж Ванкувер. Несмотря на их хорошие личные взаимоотношения, переговоры шли трудно из-за разницы в позициях сторон. Испанцы желали провести британско-испанскую границу по проливу Хуан-де-Фука, в то время как Ванкувер настаивал на британских правах на реку Колумбия. В итоге переговорщики решили передать вопрос на рассмотрение правительств двух стран.
В 1793 году Великобритания и Испания стали союзниками в войне против Франции, и вопрос о заливе Нутка потерял остроту. 11 января 1794 года было подписано соглашение, в соответствии с которым обе державы согласились покинуть залив Нутка, символически при этом передав испанский пост британцам.
Церемония передачи состоялась 28 мая 1795 года, испанскую сторону при этом представлял генерал Алава, а британскую — лейтенант Томас Пиэс. Пиэс поднял британский флаг, затем спустил его и передал вождю Маквинне, наказав поднимать его в случае приближения каких-либо кораблей.
В соответствии с Нуткинскими конвенциями Великобритания и Испания согласились не устраивать постоянных баз в заливе Нутка, но его дозволялось посещать судам обеих стран. Великобритания и Испания также договорились препятствовать попыткам любой третьей страны провозгласить свой суверенитет над этими местами.

## Последствия
Нуткинские конвенции иногда трактуют как отказ Испании от притязаний на северо-западное побережье Америки, но на самом деле такого условия в них не содержалось. Великобритания не получила всего, чего хотела: британским торговцам по-прежнему запрещалось напрямую торговать с Испанской Америкой, северной границы Испанской Америки установлено не было.
В 1819 году по договору Адамса — Ониса Испания передала все свои претензии на северо-западное побережье Соединённым Штатам Америки. США использовали это впоследствии во время спора о границе Орегона, когда англичане в ответ опирались на Нуткинские конвенции. Окончательно вопрос о границе в этих местах был урегулирован Орегонским договором 1846 года.